# Hubert A. Gasteiger
Hubert Andreas Gasteiger ist ein deutscher Chemiker im Bereich der Technischen Elektrochemie und Hochschullehrer an der Technischen Universität München. Seine Forschung konzentriert sich auf die Bereiche Batterien, Elektrolyseure und Brennstoffzellen. Er untersucht, welche Materialien dafür eingesetzt werden (können), welche Eigenschaften diese haben und was beispielsweise passiert, wenn eine Batterie altert und an Kapazität verliert.

## Leben und Wirken
Gasteiger schloss sein Studium der Technischen Chemie an der Technischen Hochschule Nürnberg im Jahr 1986 ab. Mit einem Fulbright-Stipendium finanziert studierte er zwei Jahre an der Oregon State University (USA), wo er 1989 seinen Master-Abschluss in Chemieingenieurwesen erwarb. Er promovierte 1993 in Chemieingenieurwesen zu Methanoloxidation auf PtRu-Modellelektroden. an der University of California, Berkeley unter Elton Cairns. Als Postdoktorand forschte er anschließend bis 1995 am Lawrence Berkeley National Laboratory bei Phil Ross und Nenad Marković zu Oberflächenelektrokatalyse unter Verwendung von Elektronen- und Ionenspektroskopie. Von 1995 bis 1998 war er an der Universität Ulm bei Jürgen Behm tätig, wo er sich mit Gasphasen-Katalyse und Elektrokatalyse im Zusammenhang mit Brennstoffzellensystemen befasste.
Nach seiner akademischen Ausbildung war Gasteiger ab 1999 im Brennstoffzellenfahrzeugprogramm von General Motors (GM) tätig. Er hatte unter anderem eine leitende Position in der Entwicklung von Katalysatoren und Membran-Elektroden-Einheiten (MEAs) für Protonenaustauschmembran-Brennstoffzellen im Rahmen des Brennstoffzellenprogramms von GM/Opel in den USA inne. Im Jahr 2007 wechselte er zu Acta S.p.A. in Italien und war dort für ein Jahr Direktor für Katalysatorentwicklung und forschte weiterhin zu Katalysatoren und MEAs.
Im Jahr 2009 war er Gastprofessor am Massachusetts Institute of Technology in der Gruppe von Yang Shao-Horn. Gasteiger wurde 2010 auf seinen Lehrstuhl für Technische Elektrochemie an der Technischen Universität München (TUM) berufen, wo seine Gruppe Materialien, Elektrodendesigns und Diagnostik für PEM-Brennstoffzellen/Elektrolyseure und Lithium-Ionen-Batterien entwickelt.

## Forschungsleistung
Sein Forschungsinteressen konzentrieren sich vor allem auf die drei Bereiche Batterien, Elektrolyseure und Brennstoffzellen und umfassen Elektrokatalysatoren, elektroaktive Komponenten und Elektrodenentwicklung im Zusammenhang mit (Lithium-Ionen-)Batterien, Niedertemperatur-Brennstoffzellen und Elektrolyseuren sowie Materialdegradationsmechanismen. Mithilfe von Ex-situ-, In-situ- und Operando-Diagnostik sowie Untersuchungen in den drei Bereichen wollen sie neue Erkenntnisse über die Leistungsgrenzen und Alterungsmechanismen elektrochemischer Zellen für Energiespeicher- und -umwandlungsanwendungen gewinnen. „Alterung“ im Kontext von Batterien meint unter anderem die Reduzierung der Kapazität und die Erhöhung des Innenwiderstands.
Im Bereich der Batterien fokussieren sie sich auf die Entwicklung von aktiven Materialien sowie auf die Konstruktion von Elektroden für elektrochemische Zellen. Gasteiger ist Mitkoordinator des Kompetenzcluster Analytik & Qualitätssicherung (AQua), welches vom Bundesministerium für Forschung, Technologie und Raumfahrt gefördert wird. Darin erforscht er mit seiner Arbeitsgruppe sowohl handelsübliche als auch neuartige Aktivmaterialien für Lithium-Ionen-Batterien, die eine signifikante Potentialhysterese beim Laden und Entladen aufweisen, sowie Methoden zur Untersuchung ihrer Oberflächen. Zudem versuchen sie, Alterungsmechanismen neuartiger Kathodenaktivmaterialien für Lithium-Ionen-Batterien mittels operando-Röntgenabsorptions- und -emissionsspektroskopie aufzuklären. Darüber hinaus werden grundlegende Untersuchungen zur Entwicklung von Festkörperbatterien durchgeführt. Sie arbeiten im Bereich der Polymerelektrolytmembran-Brennstoffzellen und -Elektrolyseure an der Katalysatorentwicklung, an Stabilitätsprüfungen sowie an der Optimierung von Zellkomponenten (Membran-Elektroden-Einheiten, Diffusionsmedien und Bipolarplatten).

## Veröffentlichungen (Auswahl)
- mit A. Weiß, A. Siebel, M. Bernt, T.-H. Shen, V. Tileli: Impact of Intermittent Operation on Lifetime and Performance of a PEM Water Electrolyzer. In: Journal of The Electrochemical Society. Band 166, Nr. 8, 2019, ISSN 0013-4651, S. F487–F497, doi:10.1149/2.0421908jes.
- mit Johannes Wandt, Anna T. S. Freiberg, Alexander Ogrodnik: Singlet oxygen evolution from layered transition metal oxide cathode materials and its implications for lithium-ion batteries. In: Materials Today. Band 21, Nr. 8, 1. Oktober 2018, ISSN 1369-7021, S. 825–833, doi:10.1016/j.mattod.2018.03.037.
- mit Roland Jung, Michael Metzger, Filippo Maglia, Christoph Stinner: Chemical versus Electrochemical Electrolyte Oxidation on NMC111, NMC622, NMC811, LNMO, and Conductive Carbon. In: The Journal of Physical Chemistry Letters. Band 8, Nr. 19, 5. Oktober 2017, S. 4820–4825, doi:10.1021/acs.jpclett.7b01927.
- mit Johannes Landesfeind, Johannes Hattendorff, Andreas Ehrl, Wolfgang A. Wall: Tortuosity Determination of Battery Electrodes and Separators by Impedance Spectroscopy. In: Journal of The Electrochemical Society. Band 163, Nr. 7, 2016, ISSN 0013-4651, S. A1373–A1387, doi:10.1149/2.1141607jes.
- mit J. Durst, A. Siebel, C. Simon, F. Hasché, J. Herranz: New insights into the electrochemical hydrogen oxidation and evolution reaction mechanism. In: Energy & Environmental Science. Band 7, Nr. 7, 19. Juni 2014, ISSN 1754-5706, S. 2255–2260, doi:10.1039/C4EE00440J.

## Auszeichnungen
- 2021: Fellow der International Society of Electrochemistry[8][9]
- 2020: Vittorio De Nora Award und Battery Research Division Award[10][5]
- 2017: Energy Technology Division Research Award der Electrochemical Society[11]
- 2015: David C. Grahame Award der Physical and Analytical Electrochemistry Division der Electrochemical Society[12]
- 2012: Grove Medaille für Brennstoffzellenforschung[13]
- 2011: Fellow der Electrochemical Society[5]
- 2004: General Motors Technical Fellow